# 3-Glicidossipropiltrimetossisilano
Il 3-glicidossipropiltrimetossisilano è un composto chimico inorganico di formula C9H20O5Si.

## Caratteristiche strutturali e fisiche
In condizioni standard di temperatura e pressione, il composto si presenta come un liquido che va dall'incolore al giallo paglierino con un odore lievemente aromatico.
L'entalpia di vaporizzazione del composto è pari a 51,8 ± 3,0 kJ/mol, mentre la refrattività molare si attesta a 59,0 ± 0,3 cm3 e la sua polarizzabilità è 23,4 ± 0.5 10-24 cm3. La costante di Henry per il composto risulta essere pari a 2,598 e-008 mol/atm·L.
La temperatura d congelamento è pari a -97,8 °C.
La densità relativa è di 1.07.
La sostanza può dare origine a fumi che risultano più densi dell'aria e si propagano radenti al suolo e ad elevate temperature forma miscele esplosive con l'aria..
Il composto presenta cinque accettori di legami a idrogeno. L'area superficiale accessibile risulta pari a 49 Å² e gli atomi legati all'elemento stereogenico sono 9.

## Reattività e caratteristiche chimiche
Sulla base della struttura chimica non è un ossidante. La tensione di vapore del composto è pari a 0 Pa ad una temperatura di 25°C.
Il composto risulta insolubile in acqua e miscibile in: cloroformio, acetonitrile (leggermente), alcoli, chetoni, idrocarburi alifatici, idrocarburi aromatici.
Può reagire con molecole epossidiche, fenoliche, poliestere e altre resine sintetiche ovvero legarsi al silicone.
A contatto con l'acqua si degrada velocemente seguendo la reazione:
{\displaystyle {\ce {(OCH3)3Si(C3H6OC3H5O) + 3H2O -> Si(OH)3(C3H6OC3H5O) + 3CH3OH}}}
Il composto può reagire violentemente anche con agenti ossidanti e perossidi.
Decomponendosi può dare origine a composti pericolosi come ossidi di carbonio e ossidi di silicio.

## Tossicologia

### Tossicologia
Il composto risulta mutageno delle cellule germinali, inoltre il prodotto può formare un polimero silossanico su pelle, occhi o nei polmoni.

## Applicazioni
È stato il primo agente di accoppiamento a largo uso ed è in commercio da oltre 40 anni. Viene comunemente utilizzato in resine epossidiche, resine fenoliche, resine poliesteri e altri sistemi. Può inoltre essere utilizzato per la produzione di materiali compositi rinforzati a matrice polimerica al fine di aumentare la resistenza meccanica e all'umidità.
Ulteriori applicazioni sono:
- intermedio nella produzione di composti chimici derivanti dal petrolio e di chimica fine
- prodotto per il trattamento di superfici non metalliche
- primer o additivo negli adesivi
- primer o additivo nei sigillanti
- adesivante nella produzione di plastiche rinforzate con fibra di vetro (es. utensili per la cucina e serbatoi)
- rifinitura di prodotti in cuoio
- nella produzione di semiconduttori e prodotti elettronici
- come prodotto di rivestimento nell'industria automobilistica, tessile e di produzione della carta
- nella produzione di sistemi fotovoltaici
- come reagente da laboratorio

## Impatto ambientale
Sulla base dei test previsti dalla Normativa (CE) n. 440/2008, allegato, C.4-A, il composto non risulta immediatamente biodegradabile, con un BOD pari a 370 mg/g.
La sostanza risulta essere nociva per gli organismi acquatici con effetti di lunga durata.
A contatto con l'acqua la sua emivita è pari a 6,5 ore con pH 7 e ad un temperatura di 24.5°C.